# سالم الهنداوي
سالم التريكي عوض الهنداوي ولد عام 1955 بمدينة بنغازي في ليبيا ودرس بها حتى المرحلة الابتدائية ومن ثم انتقل إلي مدينة البيضاء في ليبيا الجامعة لترضيته والعودة لاستكمال نشاطه الإعلامي معها.
 ، حيث لم يكمل تعليمه نظراً للظروف الصعب، فتربى عصامياً في ثقافته وقراءته . نشر نتاجه في الصحف والمجلات المحلية والعربية . كما إنه عمل رئيساً لتحرير صحيفة الجبل الأخضر، وقدم العديد من البرامج الإذاعية منها: آفاق ثقافية، الشمس الأخرى، أجنحة الليل .

الإصدارات:
1. الجدران/ 1978.
2. الأفواه/ 1984.
3. الطاحونة/ 1985.
4. علاقة صغيرة/ 1985.
5. أصابع في النار/ 1986.
6. خرائط الفحم/ 1994.
7. رصيف آخر/ 1995
8. الغابة/ 1996.
9. ظلال نائية/ 1999.
10. دراسات في الأدب (مشترك)/1986.

مخطوطات:
- رسائل المطر – مختارات قصص.

- أوراق في رياح الشرق – سقوط الدولة الثانية/ (مقالات في السياسة).

- حائط اليوم السابع – تأملات في جهة الضوء/ (كتابات في الثقافة).

## الاستقالة
في يوم 25 من شهر ديسمبر سنة 2010 الموافق السبت قام جهاز التفتيش والرقابة الشعبية في ليبيا بالتحقيق في عدد من الشكاوى والمخالفات الإدارية والمالية بجامعة عمر المختار. ومن بين المخالفات الملفتة والطريفة التي وردت في تقرير عضو الرقابة هي عدم أهلية الكاتب الصحفي والأديب الليبي المعروف سالم الهنداوي لإدارة مكتب الإعلام بالجامعة وترأسه لتحرير مجلة (المجال) ذائعة الصيت، لأنه غير مؤهل علمياً ولا يحمل سوى (الشهادة الابتدائية).

وأضاف المصدر أن ما ورد في تقرير الرقابة يُعتبر انتهاكاً لحقوق الملكية الفكرية لأرصدة الكاتب الثقافية ومؤلفاته، وإهانة صارخة في وجه الثقافة والمثقفين في بلادنا، وتجريحاً للكرامة الشخصية لأحد رموز الثقافة العربية المعاصرة.

ورأى المصدر كشف هذا الاعتداء للرأي العام وللمسؤولين المعنيين في الدولة الليبية ومؤسساتها الثقافية لرد الاعتبار لهذا المثقف العصامي الذي أسهم في تشكيل المشهد الثقافي في ليبيا والوطن العربي خلال مسيرة تميَّزت بعطائها الفكري والأدبي منذ مطلع سبعينيات القرن الماضي.
وبحسب المصدر فقد تضاربت الأنباء حول إعلان الكاتب تنحيه عن إدارة مكتب الإعلام بالجامعة فور سماع الإهانة واعتكف في بيته فيما تسعى إدارة الجامعة لترضيته والعودة لاستكمال نشاطه الإعلامي معها.

تجدر الإشارة إلى أن سالم الهنداوي يترأس تحرير أهم مجلة ثقافية جامعية على مستوى الوطن العربي استمر صدورها بنجاح وتفوق على مدى ثمان سنوات متواصلة، وهي المجلة الليبية العلمية الثقافية الرائدة التي قد تتوقف عن الصدور إذا ما أعيد للكاتب اعتباره وعدل عن موقفه.

كما صرح رئيس جامعة عمر المختار بمدينة البيضاء ما سماه أسلوب الإساءة الصادر عن شخص "لا يعي معنى كلمته ولا معنى الثقافة"، في تلميح لكاتب التقرير، قائلا إن التأثير على الكاتب هو تأثير على الجامعة كلها.